# Jessie Flaws
Jessie Flaws (13 de agosto de 1935 - 25 de noviembre de 2014) fue un actriz teatral y cinematográfica estadounidense, cuya carrera artística se desarrolló en Suecia. 
Su nombre completo era Jessie Marie Flaws, y nació en Bridgeport, Connecticut (Estados Unidos). 
Activa en Suecia desde el año 1953, Flaws estuvo casada entre 1962 y 1966 con el trompetista Bengt-Arne Wallin.
Falleció en Estocolmo, Suecia, en el año 2014. Fue enterrada en el Cementerio de la Iglesia de Sollentuna, en Estocolmo.

## Filmografía
- 1953 : Sommaren med Monika
- 1955 : Kvinnodröm
- 1955 : Den glade skomakaren
- 1955 : Danssalongen
- 1956 : På heder och skoj
- 1956 : Lille Fridolf och jag
- 1957 : Lille Fridolf blir morfar
- 1957 : Mamma tar semester
- 1957 : Värmlänningarna
- 1958 : Linje sex
- 1958 : Kostervalsen
- 1959 : Åsa-Nisse jubilerar
- 1959 : Fly mej en greve
- 1959 : Brott i Paradiset
- 1959 : Det svänger på slottet
- 1961 : Svenska Floyd
- 1962 : Siska
- 1962 : Ingen fara för handen
- 1962 : En nolla för mycket
- 1963 : Det är hos mig han har varit
- 1964 : Bröllopsbesvär
- 1964 : Är du inte riktigt klok?
- 1966 : Jag – en älskare
- 1970 : Björnungarnas jul

## Teatro
- 1957 : No, No, Nanette, de Vincent Youmans, Otto Harbach, Frank Mandel y Irving Caesar, dirección de Egon Larsson, Teatro Oscar[4]
- 1962 : Tre valser, de Oscar Straus, Paul Knepler y Armin Robinson, dirección de Ivo Cramér, Teatro Oscar[5]
- 1963 : Teenagerlove, de Ernst Bruun Olsen y Finn Savery, dirección de Ernst Bruun Olsen, Teatro Oscar[6]